# Свети Георги (Бистрица, Велешко)
Вижте пояснителната страница за други значения на Свети Георги.
„Свети Георги (на македонска литературна норма: „Свети Ѓорѓи“) е православна църква във велешкото село Бистрица, централната част на Северна Македония. Храмът е част от Повардарската епархия на Македонската православна църква – Охридска архиепископия.

## Архитектура
Църквата е гробищна, разположена непосредствено до селото и според запазената живопис се датира в XVII век. В архитектурно отношение е малка, еднокорабна сграда с неправилна полукръгла апсида на източната страна. Градежът е от кършен камък и има обикновен покрив на две води. На западната страна църквата има затворен трем. Оригиналният храм е имал полуобъл свод, който в по-ново време е заменен с равен таван, което е довело до преполвяване на изписаните сцени във вътрешността. В храма е запазена оригиналната каменна трапеза.

## Живопис
Живописта е варосана, като са запазени само следните сцени: в апсидната конха е Богородица Ширшая небес с Христос Емануил в медальон на гърдите. В долната зона от юг е Йоан Златоуст и до него друг архиерей с отворени свитъци в ръцете, како част от Службата на архиереите. Южно от конхата на апсидата е изобразена Богородица като част от Благовещение. Под нея е изображението на неизвестен архиерей. На южната стена е къпането на малкия Христос, детайл от Рождество Христово. На западната страна е запазена част от композицията Успение Богородично.
Вероятно от тази църква са и запазените в другия селски храм „Света Богородица“ резбовани царски двери и две икони, всички от XVII век. Една от иконите е сигнирана 1697 и по нея църквата се датира в края на XVII век.